# 忍者ボーイとんとん飛丸
『忍者ボーイとんとん飛丸』（にんじゃボーイとんとんとびまる）は、ひすゎしによる日本の漫画作品。集英社『フレッシュジャンプ』で1987年から1989年にかけて連載され、森永製菓から多数の商品化をした。

## 概要
集英社「フレッシュジャンプ」昭和61年（1986年）10月号にプロトタイプとなる読み切り作品『とんとん飛丸』を掲載（単行本4巻収録）。昭和62年（1987年）1月号より『とんとん飛丸』の表題で連載を開始。単行本化の際に『忍者ボーイとんとん飛丸』とタイトル変更される。ただし連載時におけるタイトルは『とんとん飛丸』のままであった。フレッシュジャンプ最終号となる昭和64年（1989年）1月号まで連載。その後ジャンプオリジナル2月増刊号に最終回が掲載された。
連載初期はドタバタギャグ漫画。後期はアクション漫画。誌面では読者から「おもしろ忍者」を随時募集しており、採用作品は漫画作品内に登場していた。また非アニメ化作品としては珍しく昭和63年（1988年）頃より森永製菓からウエハース、フーセンガムなど複数のお菓子を発売、相互タイアップ。漫画作品内の登場人物のみでは付録シールである「どんでん返しシール」のバリエーションに乏しいため、読者から募集した作品も描き下ろされオリジナル忍者として収録されていた。

## あらすじ
岐阜阜県飛騨騨（ぎふふけん・ひだだ）にスキー合宿へやってきた戸久川中学御一行様。しかしその地には人知れず忍者学校「御忍学園」が所在していた。少年忍者の飛丸は、中学生・姫子の持つチョコレートのにおいにつられて山を下りてしまったからさあ、大変。飛丸を追ってやってくるライバル忍者サイ蔵、そしてさらなる追手たちによる忍者バトルが始まった。

## 主なエピソード

### 中学トライアストン編
中学トライアストン大会に戸久川中学代表として出ることになった飛丸。しかし戸久川中をライバル視する光成中からは中学生と思えない光成美津夫が選抜され、暗躍するサイ蔵とタッグを組むことになる。

### 飛騨騨VS.風魔魔編
飛丸を中心とする飛騨騨忍者の永遠のライバル風魔魔（ふうまま）忍者が登場。風魔魔三人衆、妖鬼五人衆などが次々街へあらわれ飛丸の前に立ちはだかる。

### 忍者オリンピック編
忍者特集で視聴率40パーセントを取ったテレビ局クジテレビは、飛丸のウワサを聞きつけ、忍者オリンピックを企画する。視聴率70%を企てるプロデューサーとテレビスタッフたちは危険なレース、競技を仕込み、そこを舞台に世界中から集まった忍者たちが世界一を争うのだが。

## 登場人物

### 主要登場人物
佐ノ藤飛丸
本作の主人公。飛騨騨忍者であり、御忍学園2年生。一般には中学2年相当の年齢だが小学生のような幼い体躯。しかし忍術の腕、身体能力は抜きんでており、得意技は手裏剣技、吹き筒、手投げ弾、鎖分銅（回転により滑空や射撃の跳ね返しが可能）。
甘いものに弱く、チョコレート（森永チョコレートジャスト）に釣られて下山（本人いわく武者修行）。一方で、戦意喪失状態になっても口にすれば急回復も可能である（原作内では主に「つくんこ」を食べていた）。物語後半では両手のひらからエネルギー派を出す「飛騨騨忍法・外閃気弾」も使用。
動物と話すことができ、下山の際はクマの大五郎、イノシシの又四郎、ウサギのお峰、たぬきの勘太郎も伴っている。
戸久川姫子
兄が校長を務める私立戸久川中学2年生。お嬢様であり、町内のヒロイン。
霧隠サイ蔵
飛丸のライバルである飛騨騨忍者。得意技は剣術。
連載初期には飛丸を倒すため、飛丸を憎むあらゆる人物と組み手助け。後期はよきライバルとしてアシストした。
霧隠キリコ
サイ蔵の妹。飛騨騨忍者。兄同様、剣術に長けており、飛丸のことを好いている。得意技は髪の毛で雷撃を食らわす「髪鳴」。
跳丸
オオサンショウウオの山ちゃんに乗る小学生忍者。いつもペロペロキャンディーを口にしている。
シャチホコ丸
孤高の飛騨騨忍者で飛丸らの兄貴分。火炎技が得意で、名古屋弁をしゃべる。

### 風魔魔
風魔魔三人衆
光輝（こうき）
痩身長髪の男。全身発光の術による目くらましが得意。
闇蜘蛛（やみくも）
相手を誘惑させるほどの美貌を持つ女郎蜘蛛のようなくノ一。
蜘蛛の糸を自由に操ることができ、蜘蛛の巣を作り相手を拘束する忍術「忍法女郎グモ」を得意とする。
粘着性の高い蜘蛛の巣に捕まったら最後闇蜘蛛の命に従うことになる。
火男（ひょっとこ）
大柄な禿頭の男。火を吹く。
妖鬼五人衆（ようきごにんしゅう）
白繃鬼（はくほうき）
全身に繃帯を巻く。これは水を吸うと縮む性質があり、敵に絡み付け締め上げる「布しばり」が得意技。
水鬼（すいき）
河童のような顔。得意技は全身から鱗を撃ち出す「逆鱗散弾（げきりんさんだん）」。
獅子頭鬼（ししとうき）
獅子舞の様な姿。その衣装の中身は獅子太郎（ししたろう）と獅子之介（ししのすけ）という双子で、連携攻撃が得意。
旋風鬼（せんぷうき）
顔面に装着した大型手裏剣「大卍（だいまんじ）」が主要武器。
鉄面鬼（てつめんき）
鉄人28号を彷彿とさせる風貌。五人衆一の怪力と頑強さを誇る。
牙王（がおう）
風魔魔忍者の若き首領。オリンピック編にも登場。

### 忍者オリンピック編
オルラック伯爵
ルーマニア代表。実は吸血鬼。
独眼竜ノ進
飛騨騨忍者であるが飛丸やサイ蔵とは敵対し、孤高を貫く。得意技は真空居合切り。

## コミックス
集英社・ジャンプコミックスレーベルから発売。連載終盤は再編集の形で収録されている。
| 発売日         | 巻数  | サブタイトル                   | 収録                                                                                   | 特記                                       |
| -------------- | ----- | ------------------------------ | -------------------------------------------------------------------------------------- | ------------------------------------------ |
| 1987年 8月15日 | 第1巻 | 山から飛び出せ飛丸！の巻       | 月刊フレッシュジャンプ S62年1月号～4月号掲載分収録                                     | 「とんとん飛丸取材記録」収録               |
| 1988年 2月15日 | 第2巻 | 南の島の伝説の巻               | 月刊フレッシュジャンプ S62年5月号～8月号掲載分収録                                     | 「とんとん飛丸取材記録2」収録              |
| 7月15日        | 第3巻 | 風魔魔の陰謀の巻               | 月刊フレッシュジャンプ S62年9月号～12月号、 S62年9月10日増刊号掲載分収録               | 「福太郎バンド初ライブ記録」収録           |
| 1989年 1月15日 | 第4巻 | 飛騨騨VS.風魔魔!最後の決戦の巻 | 月刊フレッシュジャンプ S63年1月号～3月号、 S61年10月号掲載分収録                       | 読み切り版、「ひすゎしの旅行記録」収録     |
| 3月15日        | 第5巻 | 地獄の忍者レースの巻           | 月刊フレッシュジャンプ S63年4月号～6月号と7月号の一部掲載分収録                        | 「ひすゎしのぶつぶつ日記」収録             |
| 5月15日        | 第6巻 | 1対1!湖上のトーナメントの巻    | 月刊フレッシュジャンプ S63年7月号の一部～10月号掲載分収録                              | 「ひすゎしの安穏ライフ」収録               |
| 8月15日        | 第7巻 | 精鋭10名の死闘の巻             | 月刊フレッシュジャンプ S63年11月号～S64年1月号、 ジャンプオリジナル2月増刊号掲載分収録 | 「巻末雑記コーナーどうぶつのおはなし」収録 |